# Aqueduc de l'Aqua Alexandrina
L'aqueduc de l'Aqua Alexandrina ou Aqueduc d'Alexandre (en latin : Aqua Alexandrina ou parfois Aqua Alexandriana, en italien : Acquedotto alessandrino) est le dernier aqueduc construit sous la Rome antique.

## Histoire
L'aqueduc est construit en 226 sous le règne de l'empereur Alexandre Sévère qui souhaite augmenter l'approvisionnement en eau des thermes de Néron qu'il fait agrandir. L'aqueduc est réparé une première fois à l'époque de Dioclétien entre le IIIe et le IVe siècle, puis une nouvelle fois entre le Ve et le VIe siècle. Il est réparé une dernière fois durant le VIIIe siècle durant le pontificat d'Adrien Ier. L'aqueduc est décrit par Raffaello Fabretti en 1680.

## Description
L'aqueduc recueille l'eau du Marécage Borghese à la source où jaillit le Pantano près de la Voie Prénestine. Il rejoint Rome avec un parcours presque entièrement souterrain, quelques arches permettent de rejoindre les vallées. Il aboutit près de la Porte Majeure sur l'Esquilin et, de là, gagne le Champ de Mars par des canaux souterrains où il fournit les thermes de Néron, restaurés par Sévère Alexandre la même année, en 226, et renommés pour l'occasion thermes d'Alexandre.

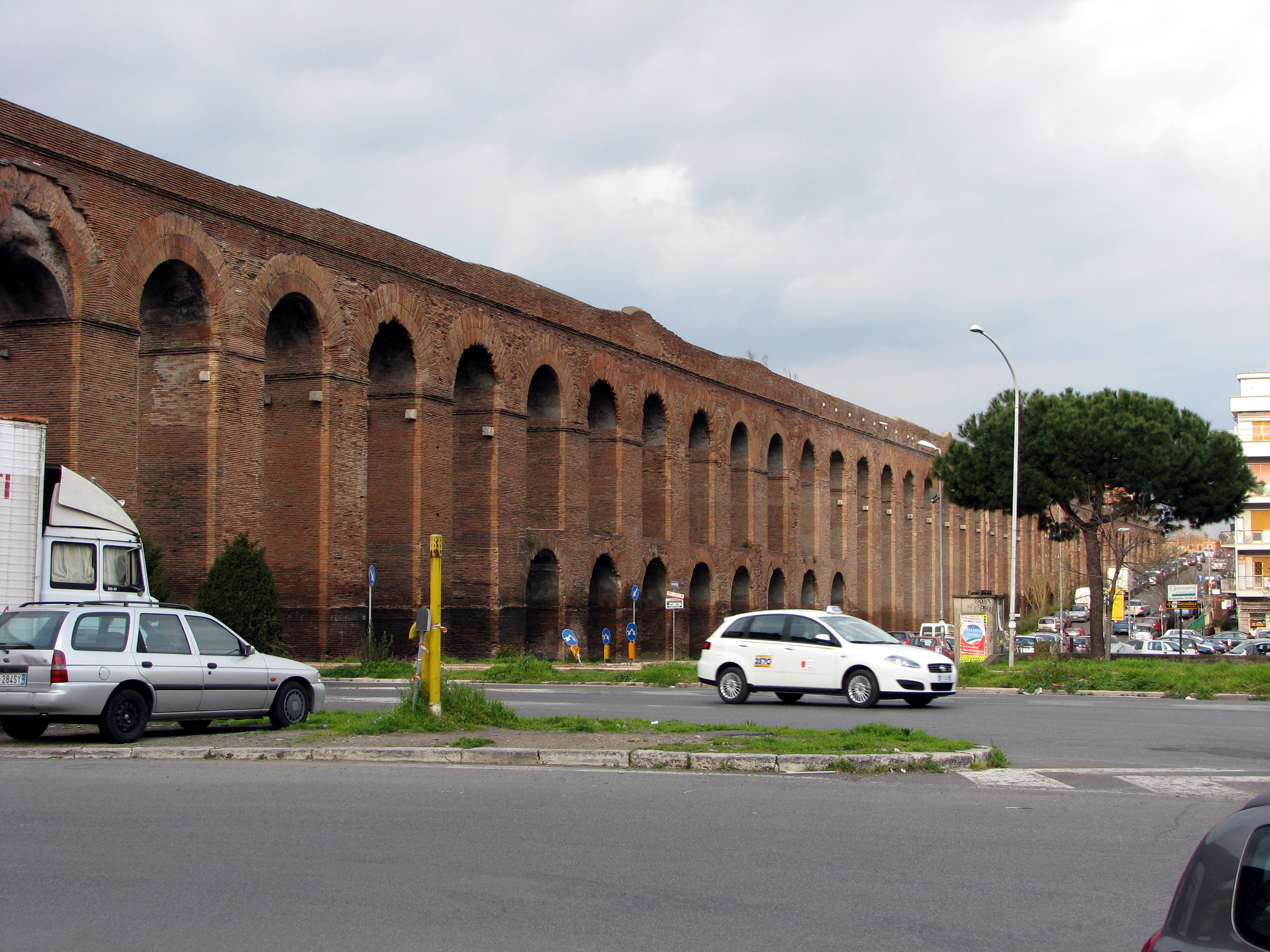
L'aqueduc de l'Aqua Alexandrina dans le Prenestino-Centocelle.
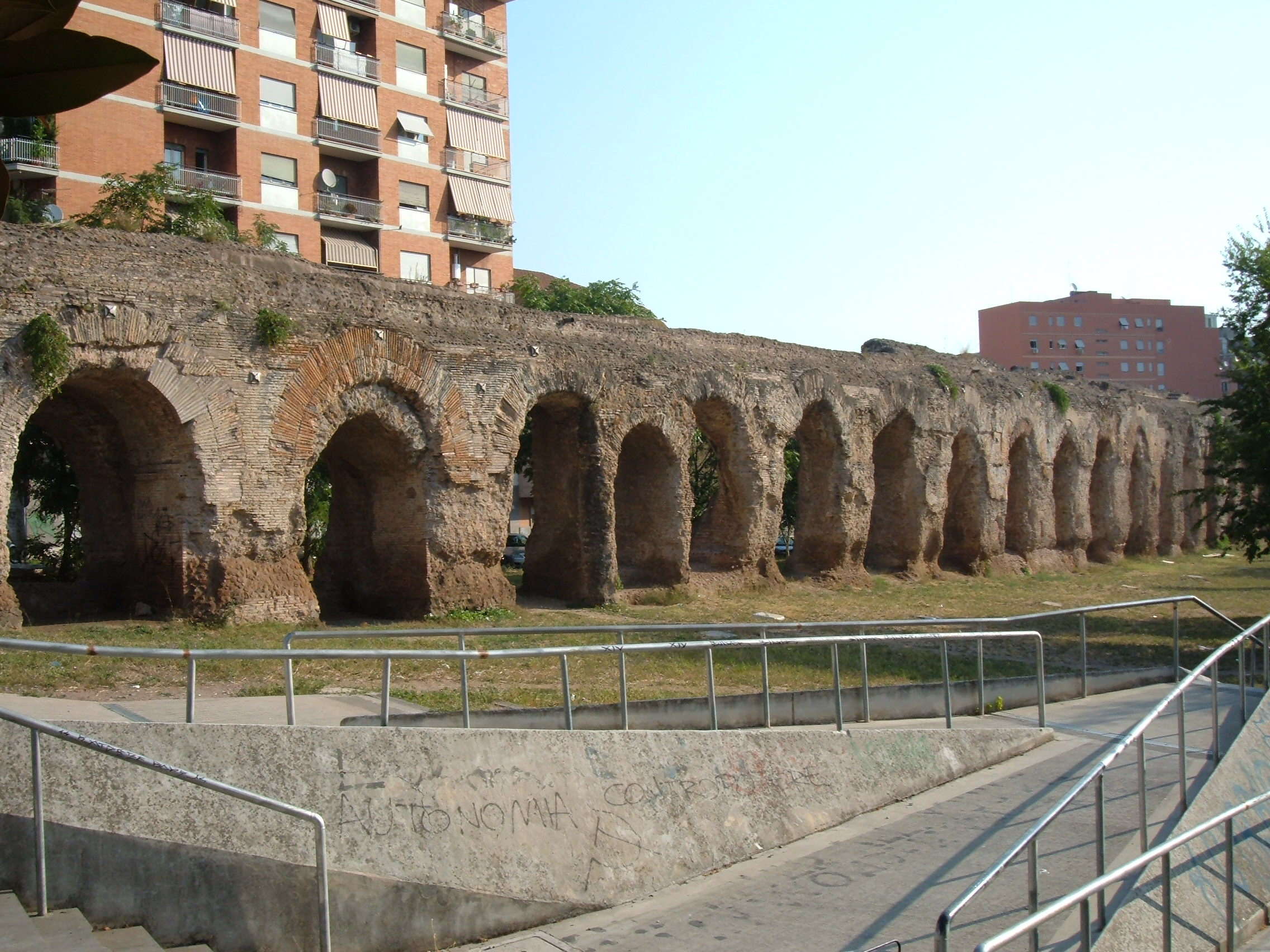
Arcades de l'aqueduc dans le quartier de Torpignattara.
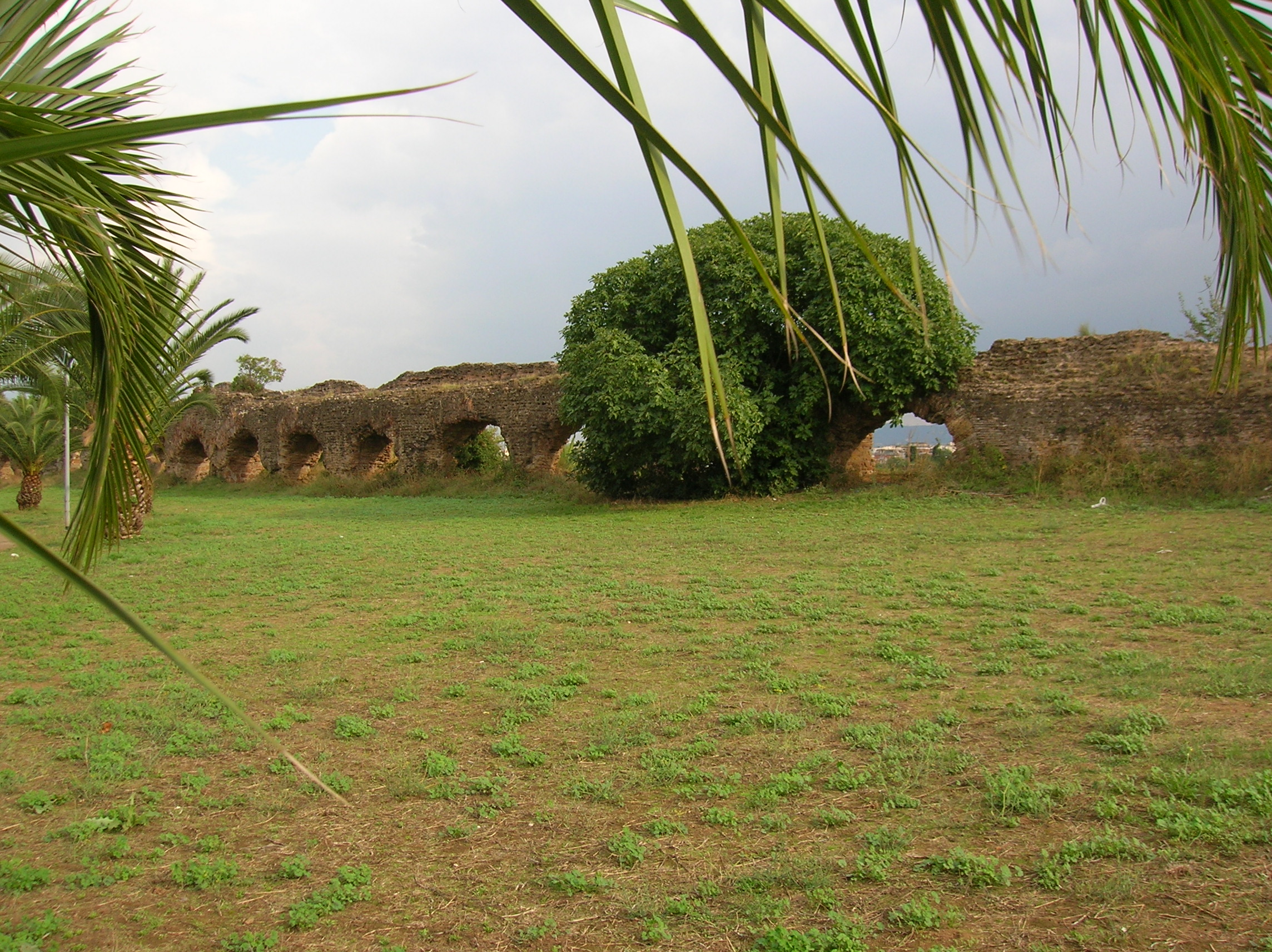
Vestiges dans le quartier de Tor Tre Teste.